# Jean Bénard-Mousseaux
Jean Bénard-Mousseaux, né le 2 août 1913 au Mans et mort le 29 mai 1996 à Châteauroux, est un homme politique français qui est député puis sénateur de l'Indre.

## Biographie
Après des études au collège Sainte-Barbe de Paris, Jean Bénard-Mousseaux devient en 1930 agriculteur à Buzançais. Mobilisé en 1939, il participe à la campagne de Belgique. Pendant l'occupation il participe à des mouvements de résistance et intègre à l'été 1944 le Comité de libération de l'Indre.
Comme son grand-père et de son père, qui ont tous deux exercé la fonction de maire de Buzançais, il décide de s'engager en politique. Adjoint au maire de Buzançais en 1942, il est élu maire en 1945, poste qu'il conservera jusqu'en 1995. C'est en tant que conseiller général du canton de Buzançais depuis 1955, qu'il se présente aux premières élections législatives de la Ve République en novembre 1958 sous l'étiquette du CNIP. Il est réélu en 1962 et 1967 mais échoue à garder son siège face à la vague gaulliste de 1968 qui voit lui succéder Jean-Paul Mourot, alors âgé de 27 ans.